# カミラ・ピタンガ
カミラ・マンハエス・サンパイオ（Camila Manhães Sampaio、1977年6月14日 - ）は、カミラ・ピタンガ（Camila Pitanga）としてよく知られているブラジルの女優。